# Красавица (Зеленогорск)
Краса́вица — исторический район в городе Зеленогорске Курортного района Санкт-Петербурга. Расположен вдоль границы Санкт-Петербурга и Ленинградской области между Рощинским шоссе и проспектом Ленина.
Первоначально местность имела название Метсола (фин. Metsola — лесное, или глухариное, царство). На картах начала XX века обозначена как дачный район.
В 1958 году здесь были построены первые жилые дома посёлка под названием Красавица. Дома образовали квадрат с внутренним двором-сквером. Назван посёлок был по близлежащему озеру Красавица (ныне Большое Симагинское озеро).
В 1989 году в западной части Красавицы построили еще три жилых дома.
В 2011 году Красавица была включена в состав Зеленогорска.
В Красавицу ведут две дороги: 1-километровая со стороны проспекта Ленина (по ней проходят два автобусных маршрута — № 305 и 552А) и 2-километровая со стороны Рощинского шоссе.
Все дома в Красавице имеют адреса: Санкт-Петербург, город Зеленогорск, Красавица, дом №…
По благословению Патриарха Московского и всея Руси Кирилла, в территориальной зоне Красавица города Зеленогорска Курортного района г. Санкт-Петербурга, возведён православный храм в честь святого великомученика Георгия Победоносца — покровителя русского воинства (годы строительства 2016—2021). 6 мая 2021 года, в день памяти Георгия Победоносца, чин Великого освящения храма совершил Митрополит Санкт-Петербургский и Ладожский Варсонофий.
Приходской храм, по благословению Митрополита Санкт-Петербургского и Ладожского Варсонофия, является приписным к приходу храма Рождества Пресвятой Богородицы в Сестрорецке (п. Александровская). Настоятель храма — благочинный Курортного округа, протоиерей Вячеслав Никитин.

## Галерея

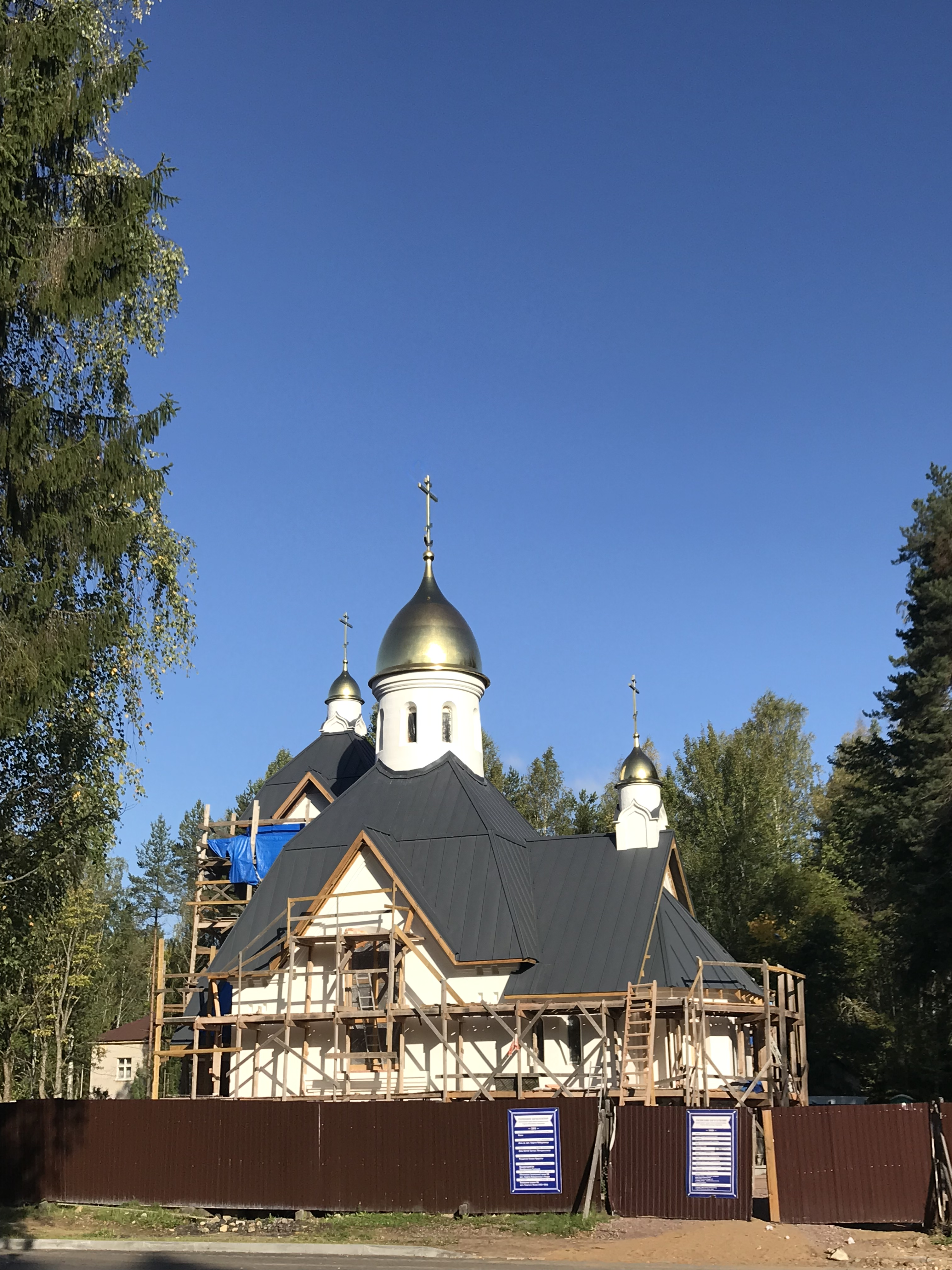
Вид строящегося храма Георгия Победоносца в Красавице, сентябрь 2019 г.
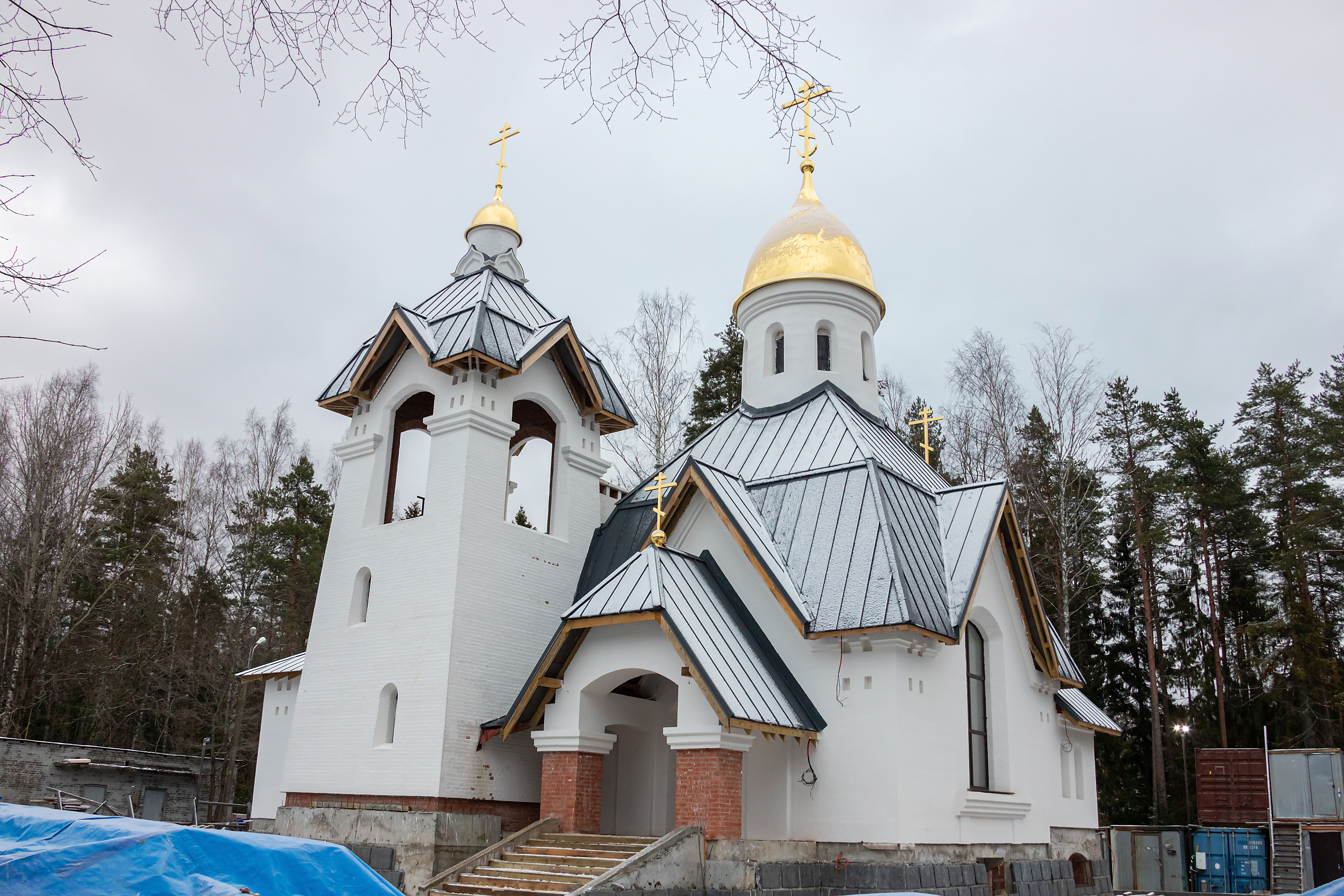
Декабрь 2019 г., вид на храм с юго-западной стороны
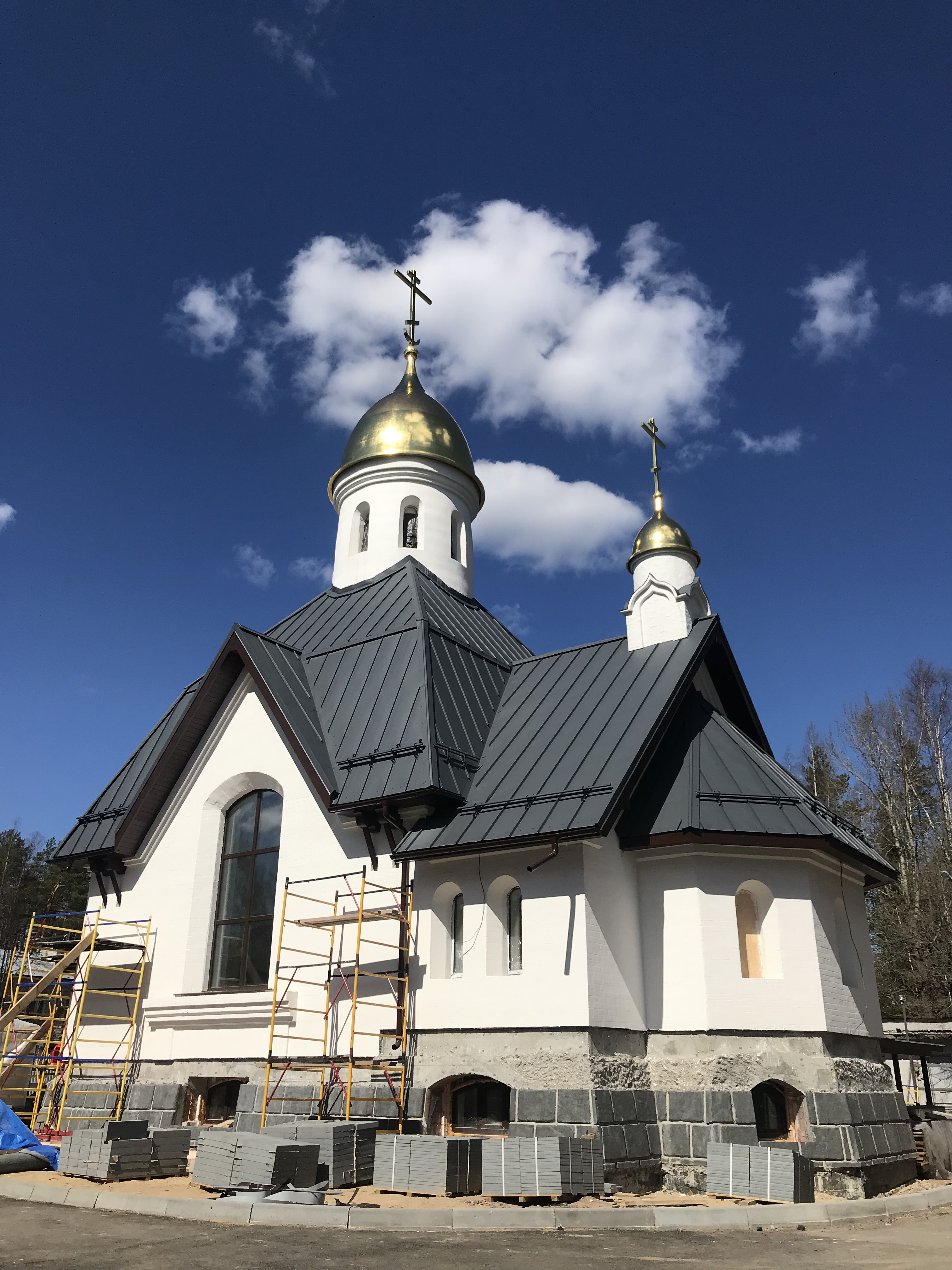
Храм в Красавице, вид с юго-востока, май 2020 года